# استان کاستلیون
کاستِلیون (Castellón) استانی در شرق اسپانیا، در شمال والنسیا است

## جغرافیا
این استان هم‌مرز با استان‌های بالنسیا، تروئل، تاراگونا و دریای مدیترانه است. این استان ۱۳۵ دهستان دارد.
مرکز استان شهر کاستلین است.
شهرهای اصلی دیگر بیا رئال، بوریانا و بیناروس هستند.

## جمعیت
۵۰۱٬۲۳۷ نفر در کاستلین زندگی می‌کنند که از این میان ۳۰٪ در شهر کاستلین، ۶۰٪ در شهر کاستلین و اطرافش و ۸۵٪ در نوار ساحلی ساکن هستند.
مردم این استان دوزبانه هستند. تقریباً همگی به زبان اسپانیایی و نیز تعداد خیلی زیادی به زبان محلی کاتالان سخن می‌گویند.

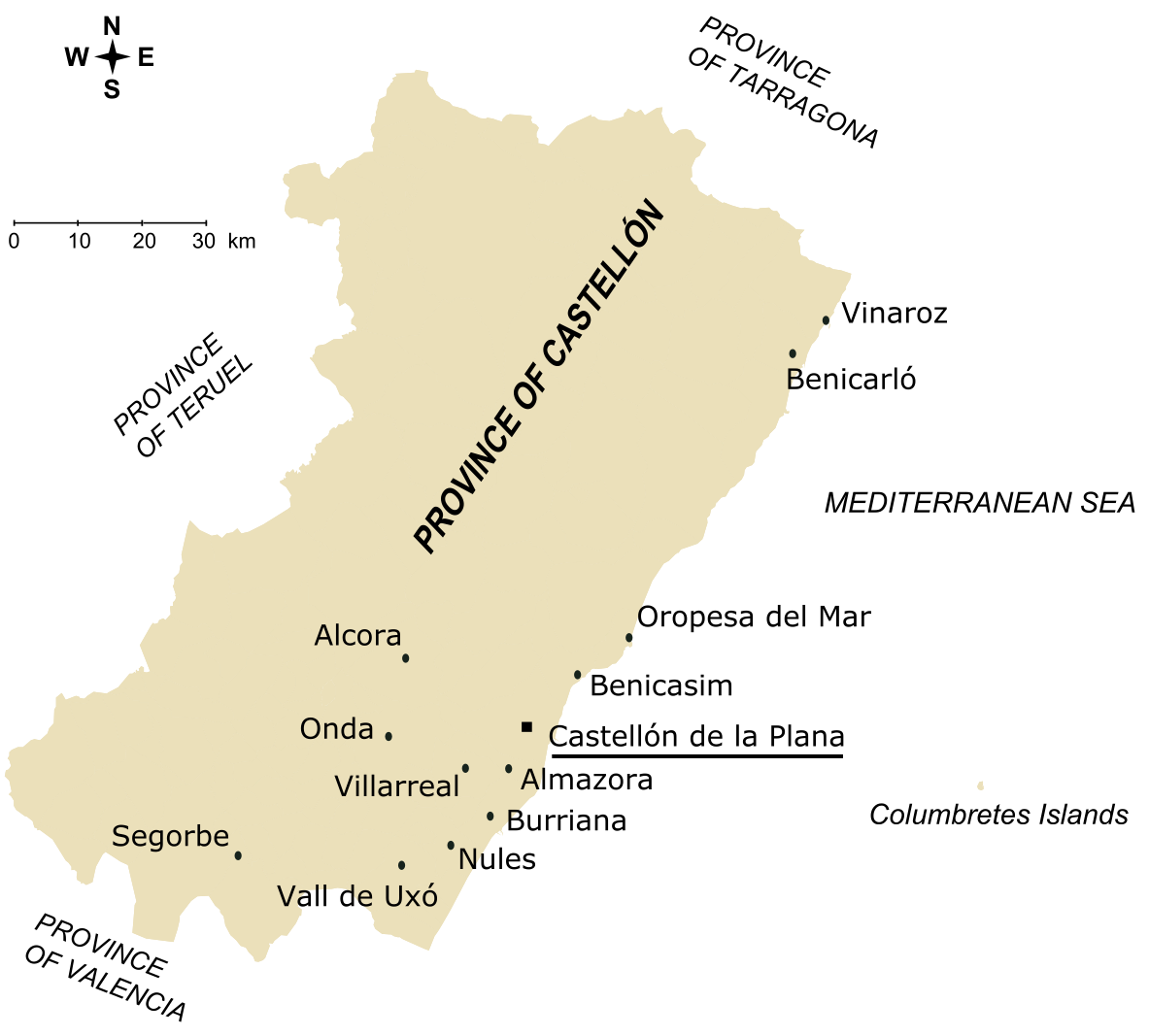
شهرهای با بیش از ۷۰۰۰ نفر (آمار ۲۰۰۵ میلادی)